# Daihatsu Terios
Daihatsu Terios  — 5-дверный мини-SUV, впервые представленный в 1997 г. японским автопроизводителем Daihatsu на автосалоне в Женеве. При разработке ставилась цель создать пассажирский универсал, который бы обладал проходимостью автомобиля «cross country». Машина была оснащена модифицированным 1.3-литровым двигателем HC-EJ мощностью 92 л.с. от Daihatsu Charade. Благодаря достаточно большому дорожному просвету (почти 20 см) и присутствию в трансмиссии главного дифференциала, который можно блокировать с места водителя (выключатель блокировки расположен на передней панели), машина легко может быть адаптирована к любому типу дороги, который может встретиться в длительном путешествии «по стране». Кроме того, компактные габариты и малый радиус разворота делают автомобиль достаточно удобным для езды в условиях современных городов.
В переводе с греческого Terios означает «исполнение желания».

## Первое поколение
Автомобиль комплектовался двигателем HC-EJ с объёмом 1.3л и мощностью 92 л.с. Помимо машин первого поколения, которые выпускались 5-дверном варианте в кузове J100G, в 1998 г. было запущено производство другой версии, названой Daihatsu Terios Kid, обладающей укороченным 5-дверным кузовом и двигателем объёмом 0,66л., которая продавалась только на внутреннем рынке Японии.
Для внутреннего рынка Японии данный автомобиль (первого поколения) так же выпускался и под именем Toyota Cami (только версии с правым рулём). На рынке других стран Toyota Cami официально не поставлялся.

Выпускались модели с 5-ступенчатой ручной коробкой передач и 4-ступенчатой автоматической коробкой. Конец производства Daihatsu Terios (первого поколения) — декабрь 2005 года. С января 2006 года начались продажи второго поколения Daihatsu Terios

### Рестайлингмодели
В мае 2000 года были проведены некоторые изменения как во внешнем виде, так и во внутреннем устройстве машины. Чёрная пластиковая горизонтальная решётка радиатора была заменена вертикальной. В салоне произошли более значительные изменения. Обновилась приборная панель, панель управления «печкой» и кондиционером, в передних дверях появились пластиковые карманы. Модели комплектовались более совершенным двигателем K3-VE объёмом 1.3 литра и мощностью 90 л.с., а также турбированным K3-VET мощностью 140 л.с. Турбовые версии комплектовались аэрообвесом и имели более низкую посадку. Кроме полноприводных машин в кузове J102G, были выпущены версии с задним приводом (кузов J122G).
В 2001 г. в Австралии ограниченным тиражом в 200 машин была выпущена спортивная версия, которая отличалась от стандартной обязательным наличием люка и заднего спойлера, бамперами в цвет кузова и спортивными сиденьями.
В Германии и странах Востока продавался Daihatsu Terios с левым рулём.

## Второе поколение
С января 2006 года выпускается второе поколение машин под именем Daihatsu Terios. На внутреннем рынке Японии данный автомобиль продаётся под именами Daihatsu Be-go и Toyota Rush (правый руль). Для рынков Европы и Ближнего востока машина комплектуется двумя двигателями объемом 1,3 л и 1,5 л, с механической и автоматической трансмиссией. В Японии для внутреннего рынка производится версия автомобиля только с двигателем 1,5 литра.
Данные автомобили производятся на двух заводах — в Японии и Малайзии, причём в Малайзии собирают исключительно удлинённые версии автомобиля, который продаётся на внутреннем рынке Малайзии и некоторых других стран Ближнего Востока.
Машины продаются как с задним приводом (2 WD), так и с постоянным полным приводом (4 WD). При этом полноприводная версия в техническом плане для передвижения по пересечённой местности серьёзно превосходит более дорогую и старшую модель Toyota RAV4. Блокировка межосевого дифференциала на версии 4WD осуществляется с кнопки. Кроме того, по сравнению с RAV4, у Terios меньше радиус разворота, меньше углы съезда и выезда, меньший вес и больший клиренс. Наличие заднего моста и самоблокирующегося дифференциала у Terios существенно увеличивают надёжность и проходимость.
Существуют так же версии с удлиненной базой и двумя дополнительными посадочными местами. Именно эта версия и производится в Малайзии. 7Seater (так они называются) считаются шоссейными версиями и имеют только задний привод, хотя сохранённый высокий клиренс всё же позволяет автомобилю справляться с легким бездорожьем.
Наряду со вторым поколением продолжается выпуск Daihatsu Terios Kid с объемом двигателя 0,66 л. Данный автомобиль продаётся только на внутреннем рынке Японии. Производители посчитали производство данной модификации выгодным, так как её характеристики позволяют автомобилю занимать высокую оценку в рейтинге экологичности и эргономичности, а владельцам — соответственно, оплачивать налоги за автомобиль по льготному тарифу. Считается, что этот аспект и поддерживает спрос на данную модификацию на высоком уровне.

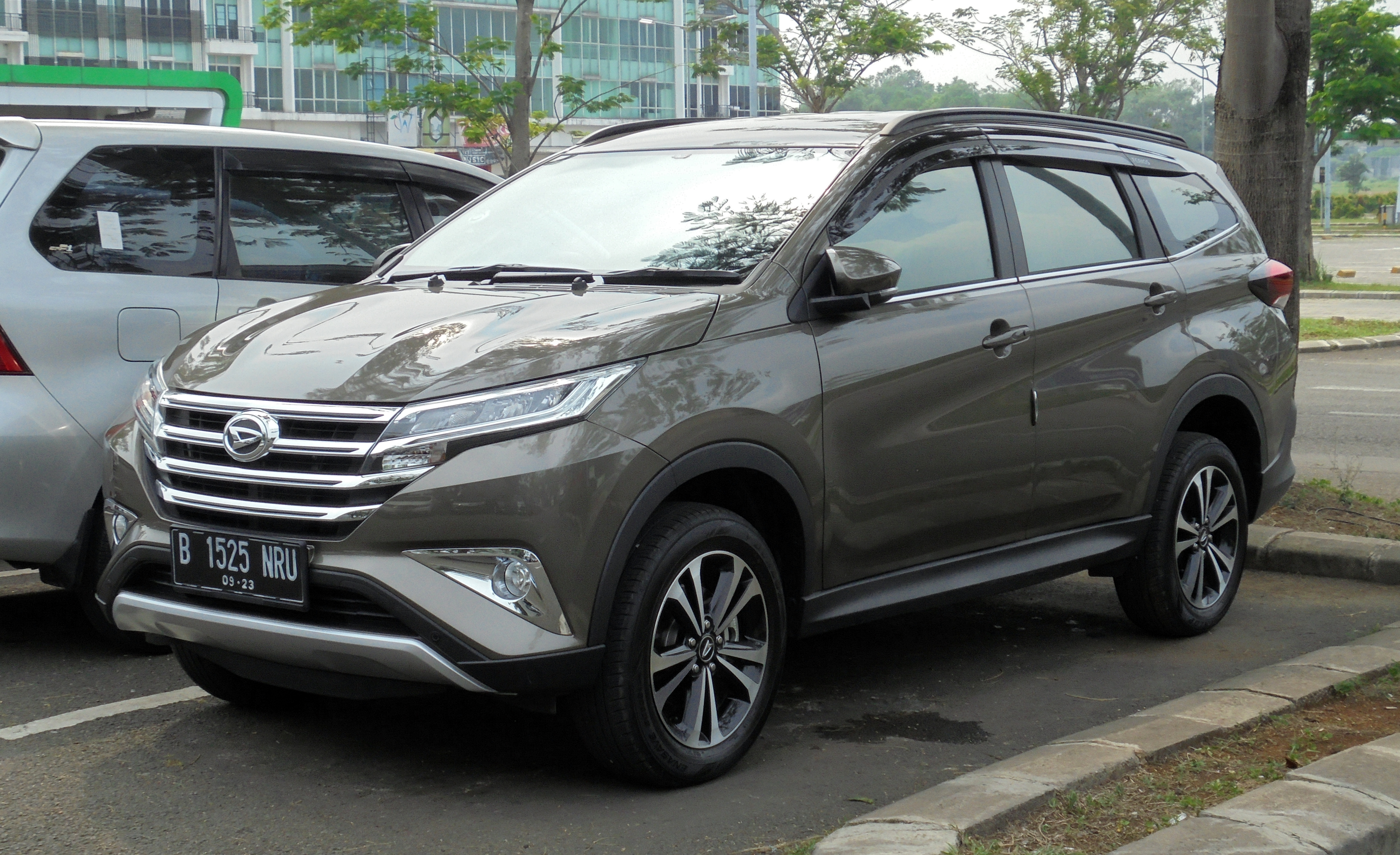
2017

### Аналоги Terios 1-го поколения
В некоторых странах Terios также известен под другими именами. Huali Dario Terios — в Китае, Perodua Kembara — в Малайзии. В Индонезии машина собиралась под маркой Daihatsu Taruna, которая отличается от стандартной 1,5 литровым двигателем R4, а также наличием модификации с третьим рядом сидений.
Известны так же аналоги: Toyota Cami, Premier Rio (Индия).
В Китае приступили к производству Zotye 2008, которая, несмотря на некоторые отличия от Terios в отделке салона, двигателе и передней части кузова, очевидно является копией Huali Dario Terios, производимой ранее компанией Anhui Anchi Motor.